# Orthostichopsis tetragona
Orthostichopsis tetragona là một loài Rêu trong họ Pterobryaceae. Loài này được (Sw. ex Hedw.) Broth. miêu tả khoa học đầu tiên năm 1906.